# Gwendoline Christie
Gwendoline Tracey Philippa Christie (sinh ngày 28 tháng 10 năm 1978) là một nữ diễn viên, người mẫu người Anh Quốc.